# Woods of Ypres
Woods of Ypres war eine kanadische Metal-Band. Der Stil der Band wird zumeist dem Black Metal oder Doom Metal zugeordnet. Der Frontmann David Gold (geboren 1980, gestorben am 21. Dezember 2011) war das einzige ständige Mitglied der Band und prägte die kanadische Metalszene erheblich. Eines der verbleibenden Bandmitglieder Joel Violette sagte aus, dass man die mit Gold geplanten Projekte weiter verfolgen wolle.
Die Band veröffentlichte vier Studioalben. Der Musikstil von Woods of Ypres wurde oft mit jenem von Type O Negative oder Agalloch verglichen.

## Bandgeschichte
Woods of Ypres wurde im Mai 2002 von David Gold und Aaron Palmer in Windsor, Ontario gegründet. Im gleichen Jahr veröffentlichte die Band die Demoaufnahme Woods I: Against the Seasons: Cold Winter Songs from the Dead Summer Heat.
2003 verließ Aaron Palmer die Band, um zu studieren, und Gold zog nach Toronto, um am ersten Album zu arbeiten. 2004 erschien das Studioalbum Woods II: Pursuit of the Sun & Allure of the Earth bei David Golds Label „Krankenhaus Records“. Von der Besetzung der Demo war nur noch Gold in der Band, der sowohl den Gesang übernahm als auch das Schlagzeug einspielte.
2007 erschien das Album Woods III: Deepest Roots & Darkest Blues, ebenfalls bei „Krankenhaus Records“.
2008 gründeten Gold und Palmer, die Gründer von Woods of Ypres, „The Northern Ontario Black Metal Preservation Society“. Laut Gold ist „The Northern Ontario Black Metal Preservation Society“ eine Black-Metal-Band, Palmer aber würde sie als Melodic-Black-Metal-Band kategorisieren. Die Musik war beeinflusst unter anderem von Old Man’s Child, Devin Townsend und den frühen Woods of Ypres. Im Gegensatz zu Woods of Ypres trugen Gold und Palmer in „The Northern Ontario Black Metal Preservation Society“ Corpsepaint. Die Band veröffentlichte lediglich die EP Future Northern Prosperity.
2009 veröffentlichte Woods of Ypres das Album Woods IV: The Green Album beim Label „Practical Art“ – ursprünglich war die Veröffentlichung nicht vor 2010 geplant. Im Mai 2009 ging die Band an der östlichen Küste Kanadas auf Tour, nach der der Bassist die Band verließ – zwei Wochen vor Aufnahmebeginn. Der Bruder von Schlagzeuger Evan Madden, Shane Madden, ersetzte ihn. Die Aufnahmen und das Mischen waren in vier Wochen abgeschlossen. Gegenüber früheren Alben war es das erste, das von Montag bis Freitag aufgenommen wurde. Bei den früheren Alben fanden die Aufnahmen an den Wochenenden statt, da die Bandmitglieder unter der Woche arbeiten mussten. Der Fokus auf die Arbeit am Album war eine willkommene Entlastung für die Band.
Im Oktober 2010 dementierte David Gold Gerüchte, wonach sich die Band aufgelöst hätte. Gleichzeitig sagte er aus, die Karriere als unabhängige Band sei beendet und mit der Zusammenarbeit mit dem Label Earache Records beginne eine professionelle Karriere.
Noch 2010 wurde Woods IV: The Green Album bei Earache Records wiederveröffentlicht.
David Gold kam am 21. Dezember 2011 bei einem Autounfall in Barrie ums Leben. Als Reaktion ließ Joel Violette, das letzte verbleibende Bandmitglied, über das Label Earache Records verlauten, die mit Gold geplanten Projekte weiterzuverfolgen und veröffentlichen zu wollen. Geplant war auch eine Europatournee, um das neue Album Woods V: Grey Skies & Electric Light zu promoten, das im Februar 2012 erschien. Das Album wurde 2013 mit dem Juno Award in der Kategorie Metal/Hard Music Album of the Year ausgezeichnet.
Im Mai 2013 erschien das unabhängig herausgebrachte, von Dan Swanö produzierte Tributealbum Heart of Gold: A Tribute to Woods of Ypres, auf welchem 19 verschiedene Bands wie Novembers Doom und Anemic Lieder von Woods of Ypres covern. Eines der Lieder wurde von den ehemaligen Woods of Ypres-Mitgliedern Rae und Joel beigesteuert.

## Bandname
Der Name „Woods of Ypres“ stammt von einem Lied der Band Fact of Death. Der Name hat gemäß David Gold mehrere Bedeutungen: Zum einen steht er für die Ypres Rd., eine Straße in Ontario. Das Wort „Woods“ (englisch für „Wälder“) soll Black-Metal-Thematiken wie „Zeit in den Wäldern verbringen“, „inspiriert werden durch die Natur“ oder „Zeit alleine zu verbringen“ symbolisieren, worauf viele Black-Metal-Themen basieren würden. Der Name „Ypres“ würde für die kanadische Nationalität der Band stehen, Bezug nehmend auf die bedeutsame Intervenierung Kanadas in der Schlacht um Ypern im Ersten Weltkrieg.

## Musik

### Beschreibung von David Gold
2005 beschrieb David Gold die Musik von Woods of Ypres als Black & Doom Metal, beides und nicht gänzlich das eine oder das andere. Außerdem sagte er aus, die Musik könnte ein Mix aus Amorphis, Anathema, Borknagar, Crowbar und Type O Negative sein, sowohl lyrisch als auch musikalisch, obwohl sie sich nicht wie nur eine der Bands anhören würden.
2011 meinte Gold, bei der Demo handle es sich um rohen Black Metal. Bei Woods II habe die Band mit wärmeren Klängen experimentiert. Woods III dagegen wäre schwarz und drohend, grimmig und schwer („black and doom, grim and heavy“). Gold beschrieb die ersten drei Werke als „Black Metal Trilogy“, weil sie stark auf Gedankengut des Black Metal basieren würden. Woods IV hingegen entferne sich weit von den bisherigen Werken, das Album startet mit klarem Doom Metal und geht über unter anderem in Rock, schwere Balladen, progressiven Sludge und („[…] an album which starts in pure doom and then flexes muscle in rock, heavy balladry, sludge prog and other“).

### Rezeption
Bereits die Demo wurde von Kritikern weltweit gelobt, insbesondere weil die Band keinen Plattenvertrag hatte, die Demo also unabhängig von einem Label produzierte.
Mark McKenna von The Metal Observer nannte die Demo einzigartig, beschrieb sie als schwüler und eher mit dem Sommer verbundener Black Metal denn als frostiger und kalter Black Metal. Auch Woods II: Pursuit of the Sun & Allure of the Earth sei eher milder, teilweise ähnlich dem Stil von Agalloch. Das Album lebe von den großartigen, warmen Melodien, die drohenden, schweren Riffs gegenübergestellt sind. Sowohl der klare als auch der gutturale Gesang Golds überzeugten. Ebenfalls sei das Album ein gelungenes, flüssiges Gesamtwerk, und nicht eine Aneinanderreihung von Songs. McKenna vergab neun von zehn Punkten für das Album.
Jan Wischkowski schrieb in einem Review auf „metal.de“ zum Album Woods III: Deepest Roots And Darkest Blues, die Melodien seien einschmeichelnd und lobte den unterstreichenden, dezenten Einsatz des Keyboards. Im Album mische sich melodiöser und rauer Black Metal. Der klare Gesang überwiegt, der stellenweise aber auch fehlerhaft sei. Die Spielzeit von 72 Minuten sei „ordentlich“ und Wischkowski vergibt acht von zehn Punkte.
Jordan Campbell von „Metal Review“ weist im Album Woods IV: The Green Album auf den reinen Bariton Golds zu Beginn hin, der unterstrichen wird von Oboe-Klängen, was alsbald in Unheil und Düsterkeit übergeht („[…] and the doom n' gloom begins.“). Bei diesem Stück zieht er einen Vergleich zu Type O Negative. Vorwürfen anderer Reviewer, die die Texte depressiv nannten, entgegnete er, die Texte wären ehrlich. Den mittleren Teil des Albums beschreibt er als hölzern, trüb, krächzend und eher langweilig („[…] and the whole affair becomes rather grating.“). Die letzten sechs Stücke des Albums beschreibt Campbell als brillant. Das Album würde sich in einen reinigenden, erschöpfenden Höhepunkt steigern. Campbell vergibt 8,2 von 10 Punkten.

## Diskografie

### Demos
- 2002: Woods I: Against the Seasons: Cold Winter Songs from the Dead Summer Heat

### Studioalben
- 2004: Woods II: Pursuit of the Sun & Allure of the Earth
- 2007: Woods III: The Deepest Roots and Darkest Blues
- 2009: Woods IV: The Green Album
- 2012: Woods V: Grey Skies & Electric Light

### Kompilationen
- 2009: Independent Nature 2002–2007

### Singles
- 2009: Allure of the Earth
- 2011: Home